# Железняков Валентин Миколайович
Железняков Валентин Миколайович (7 листопада 1930—7 жовтня 2013) — радянський і російський кінооператор, актор, педагог. Заслужений діяч мистецтв РРФСР (1978). Лауреат Державної Премії СРСР (1985).

## Біографія
Народився 7 листопада 1930 р. В 1958 р. закінчив операторський факультет Всесоюзного державного інституту кінематографії. Першою роботою, яка одночасно була і дипломною, став фільм «Тамбу-Ламбу», створений разом з О. Лучиніним.
Працював оператором-постановником кіностудії «Мосфільм», співпрацював з такими відомими режисерами, як Василь Ординський, Олександр Алов, Володимир Наумов, Євген Ташков, Олександр Столпер.
У 1965 р. на Одеській кіностудії зняв фільм «Ескадра повертає на захід».
З 1982 р. В. Железняков — викладач ВДІКу. Професор.
У 2004 році став лауреатом Кінопремії «Білий квадрат» у номінації «За внесок у кінооператорське мистецтво» (присуджується гільдією кінооператорів Росії).
Автор ряду книг (рос.): «Цвет и контраст. Технология и творческий выбор» (2000 год). «Cinematografer. Человек с фабрики грёз» (2004 год) «Анатомия зрительного образа» (2012 год).
Пішов з життя 7 жовтня 2013 р. після тривалої хвороби на 83-му році.

## Нагороди та досягнення
- Лауреат Всесоюзного кінофестивалю в номінації «Призи за операторську роботу» (1978 р.)
- Заслужений діяч мистецтв РРФСР (1978 р.)
- Лауреат Державної Премії СРСР за операторську роботу у фільмі «Берег» (1985 р.)
- Кавалер Ордена Трудового Червоного Прапора (1986 р.)
- Член Правління гільдії кінооператорів Союзу кінематографістів

## Фільмографія

### Кінооператор
- 1958 — Тамбу-Ламбу (спільно з О. В. Лучиніним)
- 1963 — Пам'ять покоління
- 1964 — Сторінки першого кохання
- 1965 — Ескадра повертає на захід
- 1966 — Червоне, синє, зелене (у співавт.)
- 1967 — Операція «Трест»
- 1968 — Перше кохання
- 1970 — Красна площа
- 1972 — Свеаборг
- 1972 — Четвертий
- 1973 — Діти Ванюшина
- 1976 — Легенда про Тіля
- 1977 — Діалог
- 1980 — Тегеран-43
- 1982 — Мати Марія
- 1983 — Берег (СРСР, ФРН)
- 1987 — Вибір
- 1987 — Час літати
- 1989 — Закон
- 1990 — Десять років без права листування
- 1991 — Не питай мене ні про що
- 1992 — Горячев та інші

### Актор
- 1988 — Осінь, Чертаново…

### Другий режисер
- 1987 — Прощавай, шпана замоскворецька…